# 奥利维亚·莎士比亚

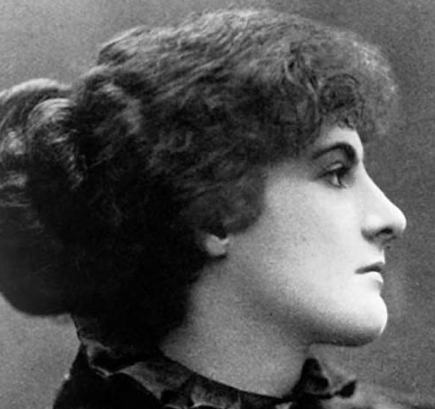
奥利维亚·莎士比亚

奥利维亚·莎士比亚（英語：Olivia Shakespear，1863年3月17日—1938年10月3日），原名奥利维亚·塔克，英国小说家、剧作家、艺术赞助者。她的六部长篇小说与同时代的女作家风格相似，被称为“婚配问题”小说，最后几部作品则涉及轻微的乱伦。其作品销量很低，有时只卖出几百份。她最后的小说《希拉里舅舅》被认为是她最好的作品。她还与弗洛伦斯·法尔合作写了两部剧本。
1885年她嫁给了伦敦的一位律师亨利·霍普·莎士比亚，1886年生下他们唯一的子女多萝西·莎士比亚。1894年成为威廉·巴特勒·叶芝的好友，两年后发展出恋情。叶芝声称他们“快活了许多天”，但这韵事在1897年便告结束。不过他们的友情保持终身，并一直通信往来。奥利维亚死后这些信件还给了叶芝，叶芝将它们销毁。
1909年莎士比亚夫人创办了一个沙龙，每周办一次，艾兹拉·庞德和其他现代主义作家和艺术家经常光顾，这个沙龙在伦敦文学界颇有影响。1914年多萝西·莎士比亚在父母鼓动下与庞德结了婚。1926年他们的孩子奥马尔·庞德出世后，奥利维亚在最后的岁月中一直担任他的监护人。